# Judwaa
Judwaa (Hindi जुड़वा, wörtl.: Zwillinge) ist eine indische Actionkomödie von David Dhawan aus dem Jahr 1997. Der Film ist ein Remake des Telugu-Films Hello Brother (1994), der wiederum von der Hongkonger Actionkomödie Twin Dragons (1992) mit Jackie Chan inspiriert wurde.

## Handlung
Geeta Malhotra befindet sich mit ihren neugeborenen Zwillingen im Krankenhaus in Indien. Der Arzt stellt fest, dass beide Babys eine „Reflexionsmentalität“ besitzen und gegenseitig ihre Gefühle reflektieren können. Somit könne einer vom anderen fühlen, was ihnen passiert, abhängig von der Nähe zwischen ihnen. Als Geetas Mann Bharosa sie im Krankenhaus besucht, wird die junge Familie Teil einer Geiselnahme, als ein flüchtiger Schwerverbrecher eines der Babys als Schutzschild benutzt. Bharosa und die Polizisten folgen dem Entführer bis zu dessen Haus, wo sie ihn töten, doch keiner hatte bemerkt, dass er sich des Babys unterwegs entledigte. Da das Haus bei der Schießerei explodiert, glaubt Bharosa, dass sein Sohn tot ist. So wächst der Junge (Raja) als Waise auf und wird mit seinem Freund Rangeela zum Dieb. Sein Zwillingsbruder Prem lebt mit seinen Eltern in Amerika und soll in Kürze in Indien Mala Sharma, die Tochter eines Freundes der Familie heiraten. Mala hat sich aber inzwischen in Raja verliebt. Als Prem auftaucht, der sich bei seiner Ankunft am Flughafen kopfüber in die junge Roopa Batwani verliebt hat, hält Mala ihn für Raja. Während Raja von mehreren Leuten für Prem gehalten wird. Die Lage wird bedrohlich, als Raja Ratanlal Tiger begegnet. Er ist nicht nur der Sohn des seinerzeit getöteten Entführers, sondern auch ein ebenso brutaler Mörder. Raja liefert sich mit Ratanlal einen Zweikampf, sodass dieser am Ende ins Gefängnis muss. Zunächst versucht Ratanlal über einen Handlanger Rache an Raja zu nehmen, was aber misslingt. Schon bald entkommt Ratanlal aus dem Gefängnis und nimmt seinen Racheplan selber in die Hand, da er herausgefunden hat, dass Raja der Sohn des Mannes ist, der am Tod seines Vaters schuld ist. Er nötigt Raja Bharosas Haus aufzusuchen, wo dieser auf seine Mutter trifft und durch eine Berührung mit ihr, aufgrund seiner „Reflexionsmentalität“, gewahr wird, dass er ihr Sohn ist und Prem sein Zwillingsbruder. Beide waren sich bereits schon einmal zufällig in einem Restaurant begegnet und stellten dabei fest, dass sie sich sehr ähnlich sehen, was zu urkomischen Missverständnissen führte. Dass sie Brüder sind, ahnten sie zu diesem Zeitpunkt nicht. Im Kampf gegen Ratanlal schließen sich Raja und Prem zusammen, sodass sie ihn unter Ausnutzung ihrer gemeinsamen Reflexe besiegen und der Polizei übergeben können.
Am Ende heiraten die Brüder ihr Auserwählten: Raja Mala und Prem Roopa, wobei die Frauen sich erst davon überzeugen müssen, ob sie auch den Richtigen vor sich haben.

## Hintergrund
Die Dreharbeiten begannen am 19. Dezember 1996 und wurden im März 1997 abgeschlossen. Kurios ist Prems Ankunft in Indien, als er aus den USA mit einem russischen Flugzeug kommt, auf dem in Russisch Aeroflot steht. 2017 erfolgte das Remake Judwa 2.

## Kritik
„Judwaa ist laut, bedeutungslos und eine Karikatur seiner selbst.“ „Die Reflexaktion zwischen den Brüdern“ bezeichnet die Kritikerin Ambaar Chatterjee als den „größten Unsinn im Film.“ Weiterhin bemängelt sie „das Fehlen einer zusammenhängenden Geschichte. Es fühlt sich an wie eine Ansammlung von Szenen, die im Laufe der Dreharbeiten zusammengestellt und erfunden wurden. Es gibt Lücken zwischen der Handlung und ungeklärten An- und Abreisen, die nie vollständig erklärt werden. Es gibt Charaktere und Situationen, die nur erfunden sind, um etwas kruden Humor herauszuholen, der auf keiner Ebene funktioniert. Der Film ist gespickt mit Liedern, die seinerzeit sehr beliebt waren, aber wenn man sich diesen Film jetzt ansieht, stellen diese Lieder deine Geduld auf die Probe.“